# لياندرو ألميدا سيلفا
لياندرو ألميدا سيلفا (بالبرتغالية: Leandro Almeida da Silva‏) (14 مارس 1987 في البرازيل - ) هو لاعب كرة قدم برازيلي في مركز الدفاع. لعب مع أتلتيكو مينييرو ودينامو كييف ونادي بالميراس ونادي كوريتيبا.

## وصلات خارجية
- لياندرو ألميدا سيلفا على موقع اتحاد أوكرانيا (الإنجليزية)
- لياندرو ألميدا سيلفا على موقع قاعدة بيانات كرة القدم.إي يو (الإنجليزية)
- لياندرو ألميدا سيلفا على موقع Soccerway.com (الإنجليزية)
- لياندرو ألميدا سيلفا على موقع AS.com (الإسبانية)